# Stephen Stills (album)
Az 1970-es Stephen Stills Stephen Stills első szólólemeze. A felvételek során több híres zenész közreműködött: Graham Nash és David Crosby énekeltek, Ringo Starr a doboknál, Eric Clapton és Jimi Hendrix gitározozz. Hendrix még a lemez megjelenése előtt meghalt, az album az ő emlékének van szentelve.
A We Are Not Helpless válasz Neil Young Helpless dalára. A Love the One You're With Stills legsikeresebb slágere, 1970. december 19-én érte el a 14. helyet a Billboard Hot 100 listán. Egy másik kislemez is megjelent, a Sit Yourself Down, amely a 37. helyig jutott 1971. március 27-én. Maga az album a 3. helyig jutott a Billboard Top Pop Albums listán. Szerepel az 1001 lemez, amit hallanod kell, mielőtt meghalsz című könyvben.

## Az album dalai
| 1. | Love the One You're With | Stephen Stills | 3:04 |
| 2. | Do for the Others        | Stephen Stills | 2:52 |
| 3. | Church (Part of Someone) | Stephen Stills | 4:05 |
| 4. | Old Times Good Times     | Stephen Stills | 3:39 |
| 5. | Go Back Home             | Stephen Stills | 5:54 |

| 1. | Sit Yourself Down   | Stephen Stills | 3:05 |
| 2. | To a Flame          | Stephen Stills | 3:08 |
| 3. | Black Queen         | Stephen Stills | 5:26 |
| 4. | Cherokee            | Stephen Stills | 3:23 |
| 5. | We Are Not Helpless | Stephen Stills | 4:20 |

## Közreműködők
- Stephen Stills – ének, gitár, basszusgitár, zongora, orgona, dob, ütőhangszerek
- Calvin "Fuzzy" Samuel – basszusgitár
- Dallas Taylor – dob
- Conrad Isedor – dob
- Ringo Starr ("Richie" néven) – dob a To a Flame és a We Are Not Helpless dalokon
- Johnny Barbata – dob
- Jeff Whittaker – konga
- Jimi Hendrix – gitár az Old Times Good Times-on
- Eric Clapton – gitár a Go Back Home-on
- Booker T. Jones – orgona, vokál
- Sidney George – fuvola és altszaxofon
- David Crosby – ének
- Graham Nash – ének
- John Sebastian – ének
- Rita Coolidge – ének
- Priscilla Jones – ének
- Claudia Lanier – ének
- Cass Elliot – ének
- Henry Diltz – borító, vokál
- Liza Strike – vokál
- Judith Powell – vokál
- Larry Steele – vokál
- Tony Wilson – vokál
- Sherlie Matthews – kórus, ének

## Fordítás
Ez a szócikk részben vagy egészben a Stephen Stills (album) című angol Wikipédia-szócikk ezen változatának fordításán alapul.  Az eredeti cikk szerkesztőit annak laptörténete sorolja fel. Ez a jelzés csupán a megfogalmazás eredetét és a szerzői jogokat jelzi, nem szolgál a cikkben szereplő információk forrásmegjelöléseként.